# Raphitoma columnae
Raphitoma columnae é uma espécie de gastrópode do gênero Raphitoma, pertencente a família Raphitomidae.